# Carmen Avram
Carmen Gabriela Avram (n. 8 mai 1966, Vișeu de Sus, România) este o jurnalistă și un om politic român. În calitate de jurnalistă, a lucrat pentru posturile de televiziune ProTV și Antena 3. În mai 2019 a fost aleasă ca membră a Parlamentului European pe lista Partidului Social Democrat (PSD), partid membru al Partidului Socialiștilor Europeni (PES). În calitate de eurodeputat, Carmen Avram a fost membră a grupului politic Alianța Progresistă a Socialiștilor și Democraților din Parlamentul European până la încheierea mandatului său în iulie 2024.

## Origine și studii
Carmen Avram s-a născut în Vișeu de Sus, județul Maramureș, un mic oraș situat în nordului Transilvaniei din România. Tatăl ei a fost profesor de limba română, iar mama sa a lucrat ca analist în laboratorul chimic la fabrica farmaceutică „Terapia”. Are un frate și o soră. A urmat școala cu predare în limba germană din localitate, unde a fost martora fenomenului de emigrare masivă a colegilor de etnie germană în Republica Federală Germania (RFG), fapt care a avut un impact major asupra viziunii sale asupra lumii. Ca elevă, a ajutat la plantarea unei păduri în zona înconjurătoare a orașului natal. Această pădure a devenit obiectul unei investigații jurnalistice, pentru emisiunea „În Premieră”, produsă de către aceasta mai târziu, întrucât pădurea a fost defrișată ilegal, iar orașul a suferit inundații fără precedent din această cauză.
După absolvirea Liceului „Garabet Ibrăileanu” din Iași, în 1984, a urmat Facultatea de Construcții și Inginerie la Institutul Politehnic „Gheorghe Asachi”, în 1989. Ca inginer civil, a lucrat pentru scurt timp la Uzina Siderurgică Călărași, până la căderea regimului comunist, în decembrie 1989. După Revoluția Română și restabilirea democrației și a pieței libere, a lucrat ca profesor suplinitor de matematică, iar în 1992 s-a mutat la București pentru a urma o carieră în jurnalism.
În 2002, a urmat un program de studii postuniversitare la Școala Națională de Studii Politice și Administrație Publică (SNSPA), specializarea Relații Internaționale, absolvit în 2004.

## Cariera jurnalistică
Carmen Avram și-a început cariera jurnalistică la cotidianul „Evenimentul Zilei”, mai întâi ca redactor de știri, apoi pe poziția de corespondent străin, între 1992 și 1996. Din 1996 până în 2010, a lucrat pentru ProTV ca și corespondent pentru afaceri externe, acoperind evenimente internaționale majore din Europa, Orientul Mijlociu, Africa de Nord și Statele Unite. Apoi, a devenit redactor și reporter la programul „România, te iubesc!” la ProTV. În 2010, s-a alăturat postului de televiziune Antena 3, creând, producând și prezentând programul documentar „În Premieră cu Carmen Avram”. Emisiunea a fost nominalizată la un premiu Emmy International și a câștigat multiple premii naționale și internaționale.

## Cariera politică
În martie 2019, Partidul Social Democrat și-a anunțat lista de candidați pentru alegerile europene din 2019. Carmen Avram a fost a doua pe lista PSD. În urma alegerilor europene din mai 2019, a fost aleasă ca membră a Parlamentului European și s-a alăturat grupului politic S&D din Parlamentul European.
A fost membră în:
- Comisia pentru agricultură și dezvoltare rurală (AGRI)
- Comisia de anchetă privind protecția animalelor în timpul transportului (ANIT)[15]
- Delegația la Comisia parlamentară de parteneriat UE-Armenia, la Comisia parlamentară de cooperare UE-Azerbaidjan și la Comisia parlamentară de asociere UE-Georgia (DSCA)
- Delegația pentru relațiile cu Israel (D-IL)
- Delegația la Adunarea Parlamentară EURONEST (DEPA)

și membră supleantă în:
- Comisia pentru ocuparea forței de muncă și afaceri sociale (EMPL)
- Comisia pentru pescuit (PECH)

A fost vicepreședinta Intergrupului SEARICA („Mări, râuri, insule și zone de coastă”) și a coordonat activitatea acestuia pe zona Dunării și a Mării Negre. De asemenea, este vicepreședinta Comisiei pentru Afaceri Politice a EURONEST.

## Premii și distincții
În cei 27 de ani de jurnalism și în calitate de producător, Carmen Avram a primit numeroase premii și distincții:
•	Premiul APTR pentru „Condiția Umană” – Carmen Avram și „Observator” pentru campania „Împreună dăm viață poveștilor” (2011)
•	Premiul „Flacăra” pentru jurnalism  – „În Premieră cu Carmen Avram” (2011)
•	Association for International Broadcastings (AIBs): premii, elogii din partea juriului și nominalizări anuale din 2011 până în 2018
•	TV Mania: Premiul special al juriului – Carmen Avram (2011)
•	„Femeia Anului” – „Excelență în jurnalismul social” pentru Carmen Avram – Gală organizată de Revista Avantaje (2012)
•	New York Festivals – Numeroase medalii de aur, bronz și argint, precum și nominalizări anuale, din 2012 până în 2018. 
•	Premiul APTR - cu ocazia reportajelor din cadrul emisiunii „În Premieră cu Carmen Avram” (2013)
•	Premiile Uniunii Cineaștilor din România (UCIN) – Premiul special al juriului pentru emisiunea „În Premieră cu Carmen Avram” (2013)
•	Premiul APTR de excelență – emisiunea „În Premieră cu Carmen Avram” (2014)
•	Emmy International Television Awards – nominalizare pentru emisiunea „În Premieră cu Carmen Avram” (2014) 
•	Monte Carlo Television Awards - nominalizare pentru emisiunea „În Premieră cu Carmen Avram” (2014)
•	Premiile Superscrieri  – Premiul I pentru două episoade realizate în cadru emisiunii „În Premieră cu Carmen Avram” (2017)

## Detalii personale
Carmen Avram vorbește limbile germană, engleză și franceză. Cunoaște limba spaniolă și ivrit la nivel de începător.
Carmen Avram este creștin-ortodoxă.